# Varissaari (ö i Norra Österbotten, Oulunkaari, lat 65,39, long 27,03)
Varissaari är en halvö i Finland. Den ligger i sjön Kivarijärvi och i kommunen Pudasjärvi i den ekonomiska regionen  Oulunkaari  och landskapet Norra Österbotten, i den centrala delen av landet, 600 km norr om huvudstaden Helsingfors.